# Ушхванарі
Ушхванарі (груз. უშხვანარი) — село в Грузії.
За даними перепису населення 2014 року в селі проживає 150 осіб.